# جون كيز وينشيل

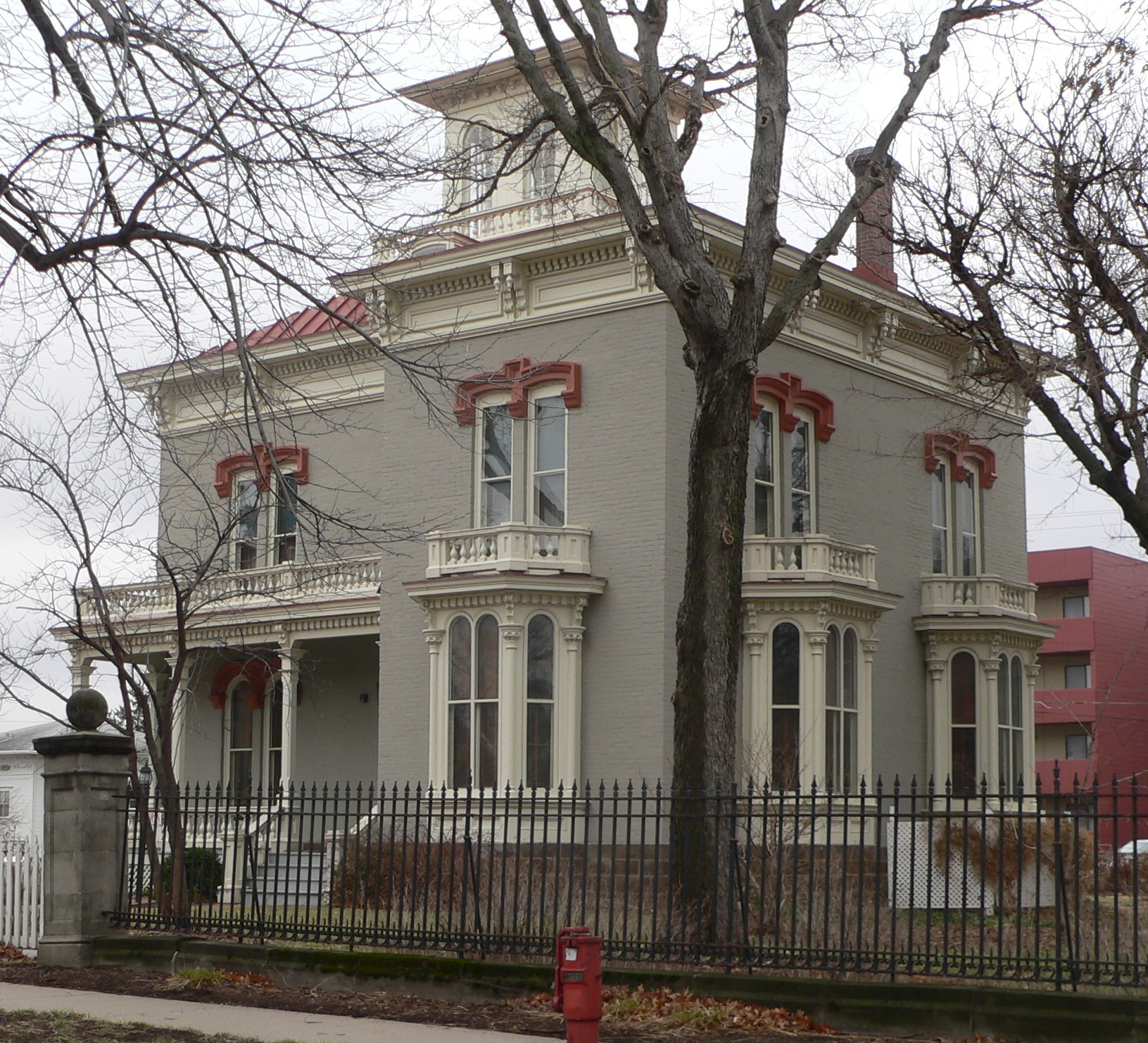
منزل توماس ب. كينارد

جون كيز وينشيل (1841-1877) كان مهندسًا معماريًا في شيكاغو الذي عمل على المباني في ولاية نبراسكا ثم تعيين حديثًا من لينكولن. صمم أول ملجأ مجانين للولاية. كما صمم منزل توماس ب. كينارد كأول وزير دولة في الولاية وقصر بتلر لحاكم نبراسكا ديفيد
بتلر في لينكولن، نبراسكا.
تم استخدام منزل بتلر من قبل Klavern من KKK قبل الكساد الكبير، وكان آنذاك ناديًا لملعب غولف، وكان أيضًا محطة إذاعية وبقالة مثالية قبل أن يتم هدمه بحلول عام 1960. صمم وينشيل منازل لجميع المفوضين الثلاثة الذين أشرفوا على نقل مبنى الكابيتول في نبراسكا من أوماها إلى لينكولن، بما في ذلك منزل توماس كينارد. وهو أقدم مبنى موجود في بلاتة الأصلي لينكولن، نبراسكا. وقد تم تعيينها نصب نبراسكا التذكاري لولاية الولاية في عام 1965. وصف موجز إخباري في 27 مايو 1875 في صحيفة سكرامنتو ديلي يونيون وينشل بأنه مهندس مبنى مبنى الكابيتول في ولاية نيفاد. مصادر أخرى الفضل في ولاية نيفادا الكابيتول لجوزيف جوسلينغ، مهندس معماري في سان فرانسيسكو.

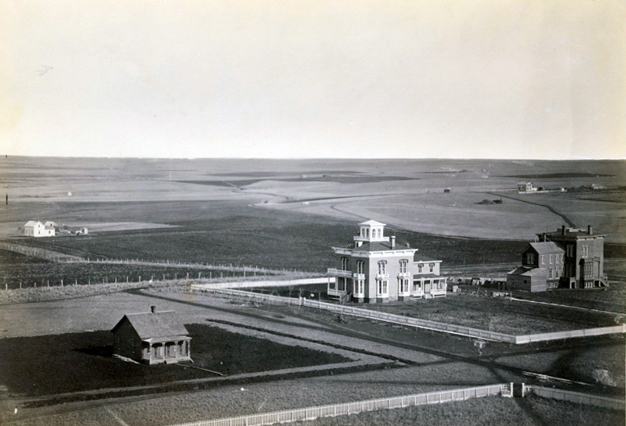
منازل كينارد وغيليسبي في عام 1872

## العمل
- منزل توماس ب. كينارد (1869) في 1627
- منزل جون غيليسبي (مراجع الحسابات) (1869)
- منزل ديفيد بتلر (1869) لحاكم نبراسكا ديفيد بتلر
- نبراسكا اللجوء للمجانين (1870)، أحرقت في 1871
- سجن الولاية في رينو، نيفادا[4]
- فندق (بيجلو (1871، الذي دمره حريق شيكاغو العظيم في عام 1871[4][4] محكمة مقاطعة ناي الأصلية في بيلمونت، نيفادا، مغلقة للتجديد، أكتوبر 2009

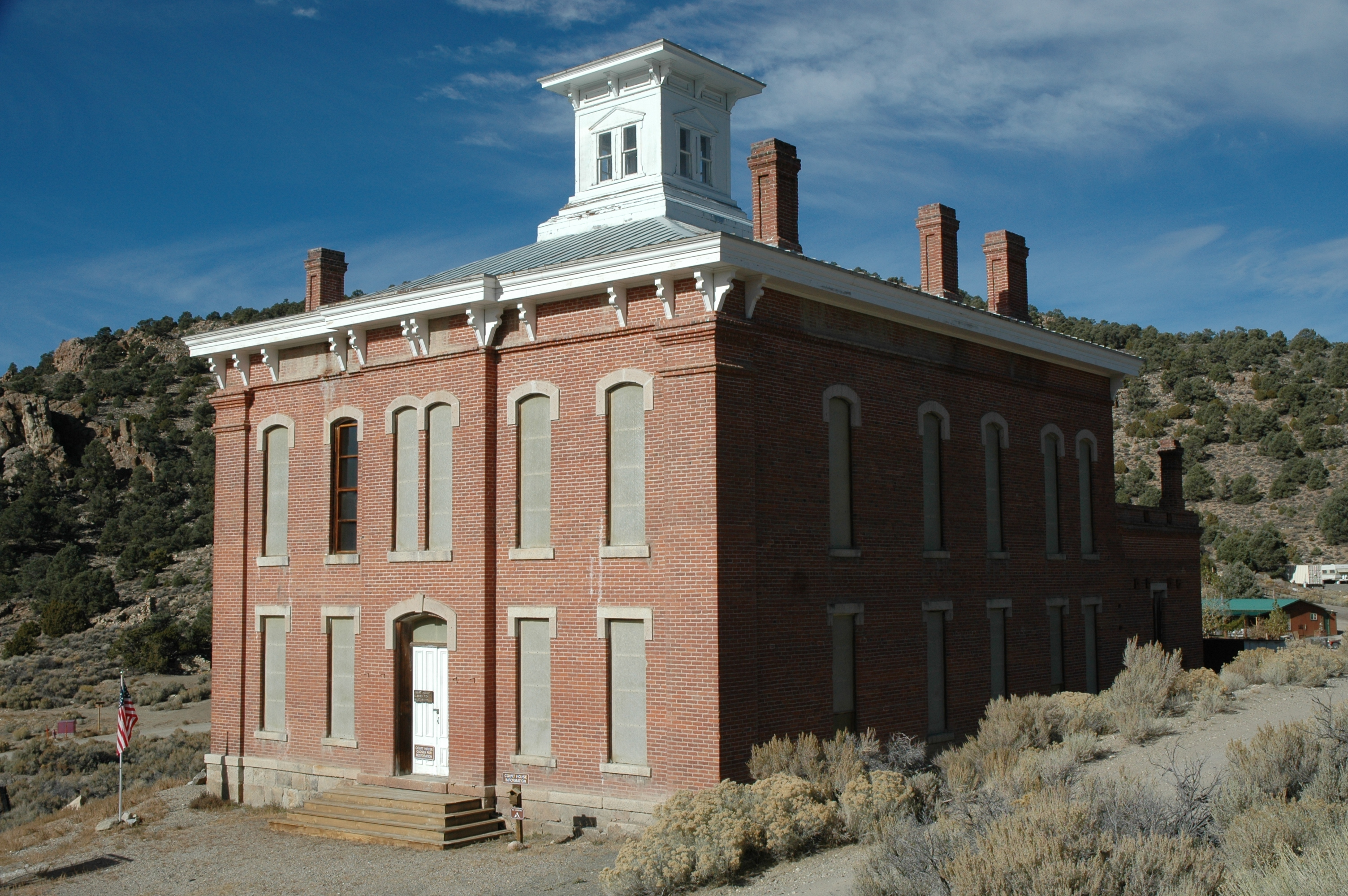
محكمة مقاطعة ناي الأصلية في بيلمونت، نيفادا، مغلقة للتجديد، أكتوبر 2009

- محكمة مقاطعة ناي (1875)[4][4]

## المراجع

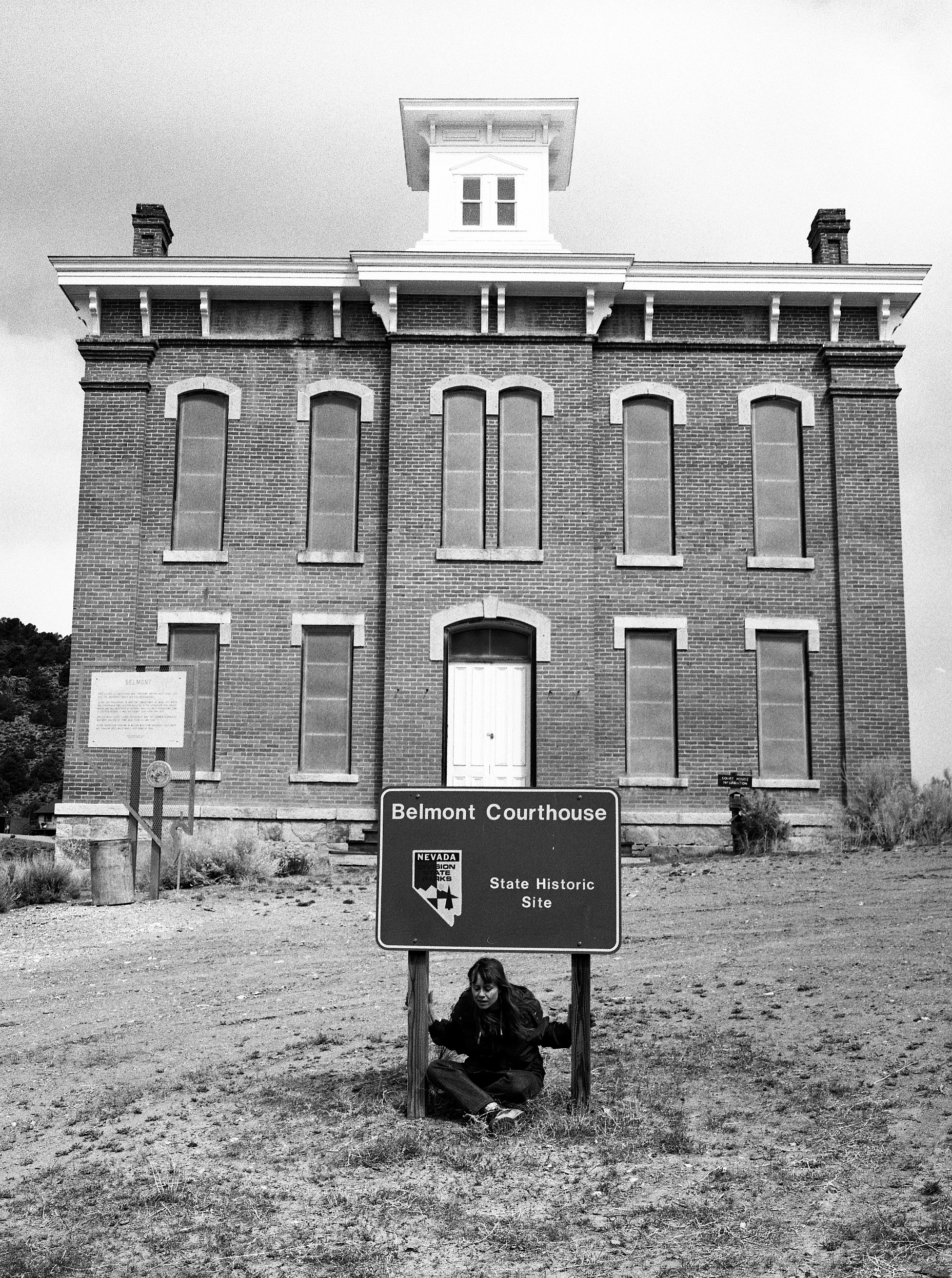
المحكمة الأصلية في بلمونت

## قراءات إضافية
- Nebraska entry on Winchell